# Runaway Train
Runaway Train  (El tren del infierno en España, Escape en tren en Argentina, Perú y Uruguay) es una película de 1985 dirigida por Andréi Konchalovski y protagonizada por Eric Roberts, Jon Voight y Rebecca De Mornay. La película narra la historia de dos convictos fugados y una trabajadora ferroviaria que quedan atrapados en un tren sin frenos que rueda a través de Alaska, en terreno desolado y cubierto de nieve. Galardonada con el premio Globo de Oro 1986 al mejor actor de película del género dramático (Jon Voight). La película marcaría el debut cinematográfico de Danny Trejo. 

## Argumento
Oscar "Manny" Manheim (Jon Voight) es un despiadado ladrón de bancos y héroe de los convictos de Stonehaven, una prisión de máxima seguridad de Alaska. Después de dos intentos de fuga anteriores, Manny es puesto en confinamiento solitario durante tres años. Una orden judicial obliga al sádico director Warden Ranken (John P. Ryan) a liberarlo de dicho confinamiento. Planeando una tercera evasión, Manny se ve obligado a avanzar su plan a mediados de invierno, después de ser apuñalado por un recluso (enviado por Ranken para eliminarlo). Manny recluta en el último momento a un prisionero acusado de abusar de una menor de edad, Buck McGeehy (Eric Roberts). Tras una ardua caminata a través de Alaska, que incluye atravesar un río helado, ambos se suben a un tren.
Después de que los empleados ferroviarios se retiran, el maquinista principal sufre un ataque al corazón. A medida que el tren sin conductor acelera, los controladores Dave Prince (T. K. Carter) y Frank Barstow (Kyle T. Heffner) son alertados de la situación. Intentan mantener despejadas las vías, pero el tren fugitivo rompe el furgón de cola de otro convoy. La colisión daña la cabina de la locomotora principal y atasca la puerta delantera de la segunda. Los convictos ahora saben que algo anda mal. El superior de Barstow, Eddie McDonald (Kenneth McMillan), le ordena que descarrile el tren. En este punto, suena la bocina del tren, alertando a las autoridades (y a los dos fugitivos) de que hay alguien a bordo. Barstow cancela el descarrilamiento. Ranken concluye que sus dos convictos fugados están huyendo en ese tren sin control. Mientras tanto, los dos fugitivos son descubiertos por Sara (Rebecca De Mornay), una auxiliar ferroviaria, que les explica que hizo sonar la bocina y que el tren está fuera de control. Los convence de que saltar del tren sería suicida y les explica que la única forma de detener el tren sería subirse a la máquina principal y presionar su interruptor de apagado, una hazaña casi imposible. Mientras, logran apagar la tercera y cuarta locomotoras y casi descarrilan en un puente. Alguien también ve a las tres personas y alerta al control. 
Los controladores desvían al tren fugitivo hacia una rama después de determinar que está a solo cinco minutos de una colisión frontal. Más adelante, el tren se aproxima a una curva cerrada cerca de una planta química, por lo que Barstow acepta que deben estrellarlo, condenando así a las tres personas, en lugar de arriesgarse a una explosión química. Ranken obliga (golpeando) a Barstow a ayudarlo a llegar al tren en helicóptero. 
Manny intenta forzar a Buck a que haga un salto suicida desde el morro congelado de la segunda máquina para llegar a la principal. Aunque lo intenta, Buck acaba por rendirse y regresa a la cabina, lo que lleva a un enfrentamiento armado con Manny, que insiste en que salte, si bien Sara interviene a favor de Buck. Emocionalmente alterados, los tres caen en depresión. De repente, un agente de Ranken desciende desde un helicóptero hacia la máquina principal, pero cae por el parabrisas de la segunda locomotora y luego debajo del tren, muriendo en el acto. 
Alterado por la aparición de su archienemigo y decidido a no volver a prisión, Manny consigue dar el peligroso salto hasta la máquina principaly,  aunque lo logra, se aplasta la mano en el intento. Ranken aborda la locomotora desde el helicóptero, pero Manny lo embosca, lo golpea y lo esposa a la máquina. 
Ranken ordena a Manny que detenga el tren antes de que se estrelle, pero Manny ha optado por morir en lugar de volver a ser capturado. Ranken dice que él también sabe morir. Manny recuerda entonces a Buck y Sara en la segunda locomotora, y la desacopla de la principal, fuera de control. Se despide, ignorando los gritos de Buck para apagar el motor de la máquina principal, y se sube a su techo, en la nieve helada, con los brazos estirados, listo para llegar a su fin. Buck y Sara, los compañeros de Manny, lloran en la cabina de la segunda máquina, que se detiene definitivamente. El tren, con Manny y Ranken a bordo, desaparece en la tormenta de nieve.
La película termina con una cita de Ricardo III de William Shakespeare:

"No existe bestia tan feroz que no sienta alguna piedad. Yo no siento ninguna, luego no soy tal bestia".

## Reparto
| Actor                   | Personaje                        | Notas         |
| ----------------------- | -------------------------------- | ------------- |
| Jon Voight              | Oscar "Manny" Manheim            |               |
| Eric Roberts            | Buck McGeehy                     |               |
| Rebecca De Mornay       | Sara                             |               |
| Kyle T. Heffner         | Frank Barstow                    |               |
| John P. Ryan            | Ranken                           |               |
| T. K. Carter            | Dave Prince                      |               |
| Kenneth McMillan        | Eddie MacDonald                  |               |
| Stacey Pickren          | Ruby                             |               |
| Walter Wyatt            | Conlan                           |               |
| Edward Bunker           | Jonah                            |               |
| Reid Cruickshanks       | Al Turner                        |               |
| Dan Wray                | Recluso gordo                    |               |
| Michael Lee Gogin       | Recluso bajo                     |               |
| John Bloom              | Recluso alto                     |               |
| Norton E. "Hank" Worden | Anciano                          |               |
| Danny Trejo             | Boxeador                         |               |
| Tiny Lister             | Jackson, un guardia de seguridad |               |
| Dennis Franz            | Policía                          | No acreditado |

## Candidaturas

### Oscar
| Año  | Categoría              | Película         | Resultado |
| ---- | ---------------------- | ---------------- | --------- |
| 1985 | Mejor actor            | Jon Voight       | Candidato |
| 1985 | Mejor actor de reparto | Eric Roberts     | Candidato |
| 1985 | Mejor montaje          | Henry Richardson | Candidato |